# Nigeria (Grant Green)
Nigeria è un album di Grant Green, pubblicato dalla Blue Note Records nel 1980. Il disco fu registrato il 13 gennaio 1962 al Van Gelder Studio di Englewood Cliffs, New Jersey (Stati Uniti).

## Tracce
Lato A
1. Airegin – 7:32 (Sonny Rollins)
2. It Ain't Necessarily So – 10:23 (George Gershwin, Ira Gershwin)

Lato B
1. I Concentrate on You – 5:49 (Cole Porter)
2. The Things We Did Last Summer – 5:54 (Sammy Cahn, Jule Styne)
3. The Song Is You – 7:46 (Oscar Hammerstein II, Jerome Kern)

## Musicisti
- Grant Green - chitarra
- Sonny Clark - pianoforte
- Sam Jones - contrabbasso
- Art Blakey - batteria[2]